# Koncentracijski logor u Kruščici
Koncentracijski logor Kruščica u Kruščici kraj Viteza, nazvan "Crna kuća" služio je kao ustaški sabirni logor u kojem su za vrijeme Drugog svjetskog rata bili zatvarani protivnici NDH, komunisti, Srbi i Židovi. Logor je bio u funkciji tijekom 1941. godine. Aktivirale su ga 1993. bošnjačke snage tijekom bošnjačko-hrvatskog sukoba u vrijeme rata u Bosni i Hercegovini.

## Povijest
Organiziran je potkraj 1940. za ljevičare i ostale protivnike velikosrpske politike i općenito za političke zatvorenike. Samo u ono vrijeme u Kraljevini Jugoslaviji je po koncentracijskim logorima bilo oko zatvorenika tog političkog profila. Kad je uspostavljana Banovina Hrvatska, banovinska vlast donijela je amnestiju za političke osuđenike, ali ona nije zahvatila osuđene prema Zakonu o zaštiti države.
Djelovao i u NDH. Srpnja 1941. dio židovskih zatočenika iz privremenoga sabirnog logora Zagrebački zbor proslijeđen je u logor u Gospiću, otkamo su raspoređeni u druge logore i to u Jadovno na Velebitu, Slano i Metajna na Pagu. Preživjele su kolovoza 1941. prebacili u logor Jastrebarsko i odatle u logore Danica, Kruščica i najviše Jasenovac. Početkom rujna 1941. iz logora u Jastrebarskom logoraši su otpremljeni u jasenovački i starogradiški logor, kamo su nešto poslije stigli i oni logoraši otpremljeni iz Jastrebarskog u logore Danicu i Kruščicu.
6. listopada 1941. iz Kruščice su u logor Loborgrad, kod Zlatara, kad je taj logor i osnovan, stigao je prvi transport od oko 1370 iscrpljenih žena i djece, od kojih je oko 1000 bilo židovske, a ostale srpske nacionalnosti.
Uskoro je zatvoren.
Tijekom bošnjačko-hrvatskog sukoba, selo Kruščicu kao i izvorište Kruščicu i viteški gradski vodovod cijeli su rat držale muslimanske snage. Za svoje su potrebe ponovno aktivirali sabirni logor u Kruščici. U njemu su zatvarali hrvatske zarobljene civile, koji su ondje pretrpjeli torturu. Trpili su maltretiranja, ponižavanja, premlaćivanja, odvođenje na kopanje rovova. U zaseoku Bobašima ABIH zarobila je civila Hrvata Vinka Čerkeza (1926.) i Iliju Omazića, (1956.), pripadnika HVO-a. Zatočili su ih ovdje. Omazića su okrutnno ubili 19. rujna, dok je Čerkez zadnji put viđen živ u logoru 26. rujna. Početkom agresije A BiH na Hrvate početkom rata ovdje su zatočili 32 hrvatska civila s područja Mjesne zajednice Kruščica. Uhićenja za ratne zločine nad uhićenim Hrvatima počela su tek 2014. godine.

## Osobine
S obzirom na broj primljenih, bio je ovo veliki logor. 
Zapravo se radilo o drvenoj baraki s 4 do 5 prostorija u kojoj su osim zarobljenika i logoraša bili smješteni i stražari. Logor je bio ograđen bodljikavom žicom i na relativno malom i otvorenom prostoru, gotovu u središtu relativno velikog sela, ca 1.500 m² moglo je istovremeno biti nekoliko stotina logoraša. Iscrpljeni glađu i u nedostatku prostora sjedili bi vani, ali su ih po tvrdnjama mještana, obično uz toleranciju stražara, hranili prolaznici, mještani Viteza, koji bi "kriomice" donosili kruh ili voće. Nakon pobune koja je izbila povodom ranjavanja jednog zatvorenika nastradalo je nekoliko zatvorenika, po nekim izvorima desetak, i nakon toga je logor zatvoren. 
Logor je zapravo osnovala Kraljevina Jugoslavija, za zatvaranje Hrvata, komunista i drugih političkih protivnika i u njemu je tijekom tih godina boravio i književnik Mile Budak. 
U toku rata u BiH baraka koja je služila kao spomenik je oštećena.

## Poznati zatočenici
Poznati zatočenici logora u Kruščici bili su Ivan Oršanić, Mladen Lorković i dr.